# Murakirály
Murakirály (horvátul Donji Kraljevec, 1930-ig Murski Kraljevec) falu és község (járás) Horvátországban, Muraköz megyében.

## Fekvése
Csáktornyától 17 km-re keletre, Perlaktól 4 km-re északkeletre fekszik.

## A község (járás) települései
A községhez hat falu tartozik: Alsópusztafa (Donji Pustakovec), Alsópálfa (Palinovec), Harastyán (Donji Hrašćan), Hodosány (Hodošan), Murakirály (Donji Kraljevec) és Tüskeszentgyörgy (Sveti Juraj u Trnju).

## Története
A települést 1478-ban "Kralovecz" néven említik először a Csáktornyához tartozó falvak felsorolásában. A 17. században a Zrínyi család egyik majorja volt a területén. A Zrínyiek 1671-ben veszítették el a birtokot, amikor felségárulás címén Zrínyi Péter birtokait a kincstár elkobozta. 1698-ban említik Mária Magdolna tiszteletére szentelt kápolnáját, mely körül kicsi, de jól elkerített temető található. Ekkor a településen mindössze 11 ház állt. 1715-ben 13 lakosa adózott. Ebben az évben III. Károly a Muraközzel együtt gróf Csikulin Jánosnak adta zálogba, de a király 1719-ben szolgálatai jutalmául elajándékozta Althan Mihály János cseh nemesnek.A lakosság száma a 18. században ugrásszerűen megnőtt, 1771-ben már 62 ház állt itt 483 lakossal. 1791-ben gróf Festetics György vásárolta meg és ezután 132 évig a tolnai Festeticsek birtoka volt.
Vályi András szerint " Alsó és Felső Kralovecz. Két elegyes falu Szala Várm. földes Ura. G. Álthán Uraság, lakosai katolikusok, fekszenek Vraisenetzhez nem 451meszsze, és annak filiáji, határjai közép termékenységűek, réttyei, legelőjök meglehetősek, vagyonnyaik középszerűek."
A falu életében hatalmas fejlődést hozott a vasútvonal megépítése, mely nemcsak az országos vasúthálózatba kapcsolta be, de munkát és megélhetést adott sok embernek. Közéjük tartozott a Waldorf-iskolák alapítójának Rudolf Steinernek az édesapja is, aki vasúti tisztviselő volt. Itt született a híres osztrák filozófus, író és tanár 1861-ben. Erre emlékeztet a vasútállomás épületén és Steiner szülőházán elhelyezett emléktábla, mely az autópálya közelsége miatt könnyen megközelíthető turista célpont. A  falu önkéntes tűzoltó egylete 1889-ben alakult.

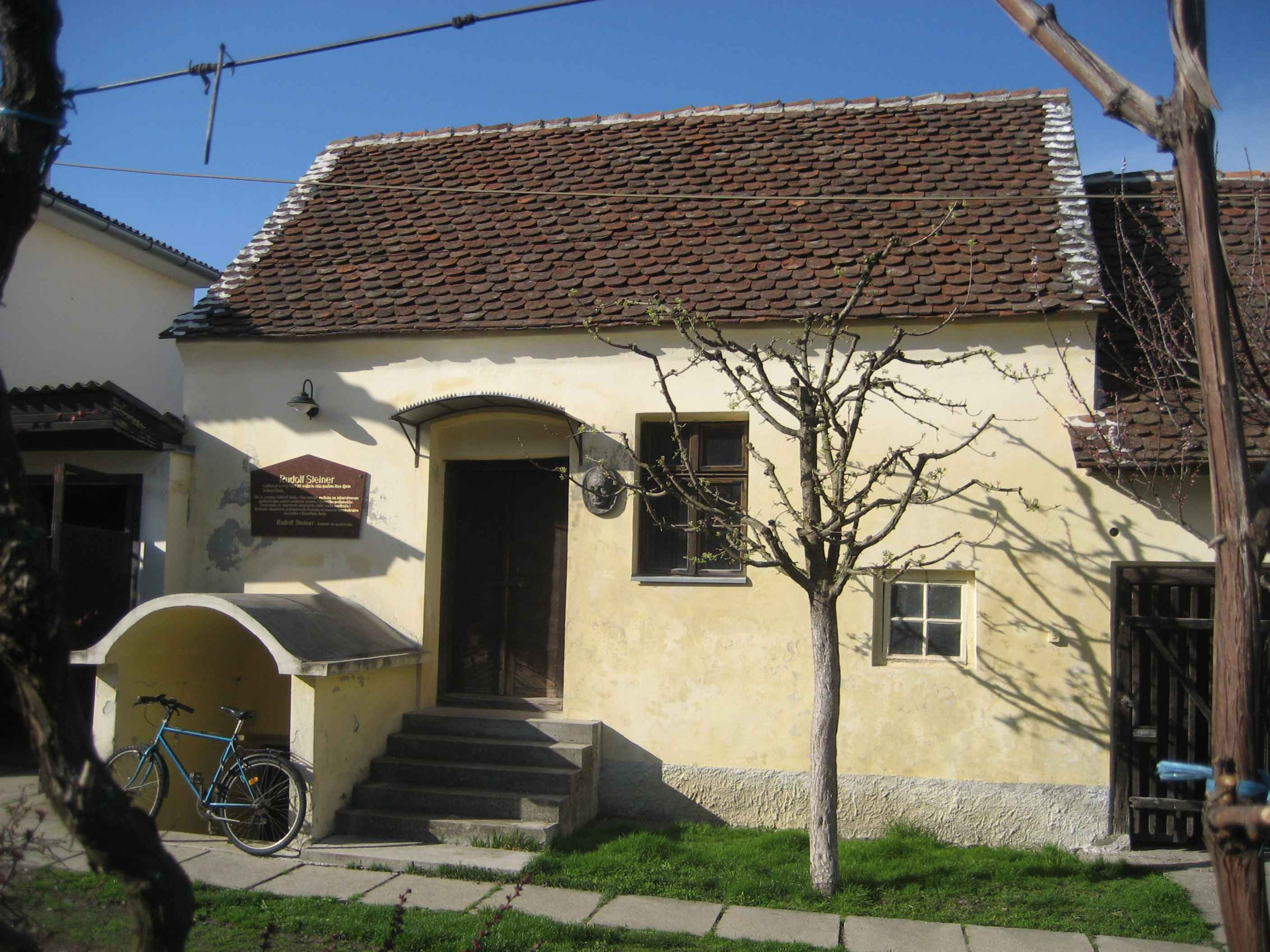
Rudolf Steiner szülőháza

Murakirály 1920 előtt Zala vármegye Perlaki járásához tartozott, majd a délszláv állam része lett. 1934-ben nagy tűzvész pusztított a településen, melyben 108 ház égett le. A templom megújítása és a plébánia felépülte után Murakirály önálló plébánia lett. 1941 és 1945 között ismét Magyarországhoz tartozott, majd Jugoszlávia, 1991 óta pedig Horvátország része.
Ma Murakirály az Alsó-Muraköz egyik ipari központja, ahol több ipari és kereskedelmi vállalat működik. A településnek kulturális egyesülete, labdarúgó és kosárlabda klubja, fúvós zenekara van. Könyvtára és olvasóterme 1957-óta működik.

## Lakossága
1900-ban 1366 lakosából 1304 horvát, 47 magyar, és 7 fő német nemzetiségű volt. 1910-ben 1672, zömében horvát lakosa volt. 1941-ben 1586 lakosából egy ember kivételével mindenki magyar nemzetiségűnek vallotta magát. 1991-ben 1653 lakosából 1580 volt a horvát nemzetiségű, 12-en jugoszlávnak vallották magukat. A 2001-es népszámlálás adatai szerint Murakirály faluközösség lakossága 4931 volt, melyből Murakirályon 1694-en, Alsópusztafán 341-an, Alsópálfán 792-en, Harastyánban 508-an, Hodosányban 1311-en, és Tüskeszentgyörgyön 285-en éltek. Murakirály lakosainak 98%-a horvát nemzetiségű. 2001-ben egyetlen lakos vallotta magát magyar nemzetiségűnek.

## Nevezetességei
- Szent Mária Magdolna tiszteletére szentelt plébániatemploma[4] a 18. század közepén épült egy régi fakápolna helyén. Eredetileg egyhajós épület volt, melyet 1850-ben kéthajósra bővítették. Nyugat-keleti tájolású, félköríves szentéllyel és a főhomlokzat előtti harangtoronnyal. Berendezése késő barokk stílusú. A Szentháromság-oszlopot 1793 óta említik. a Szentháromság szoborkompozíciója egy karcsú oszlopon található.

- Rudolf Steiner szülőháza.

## Híres szülöttei

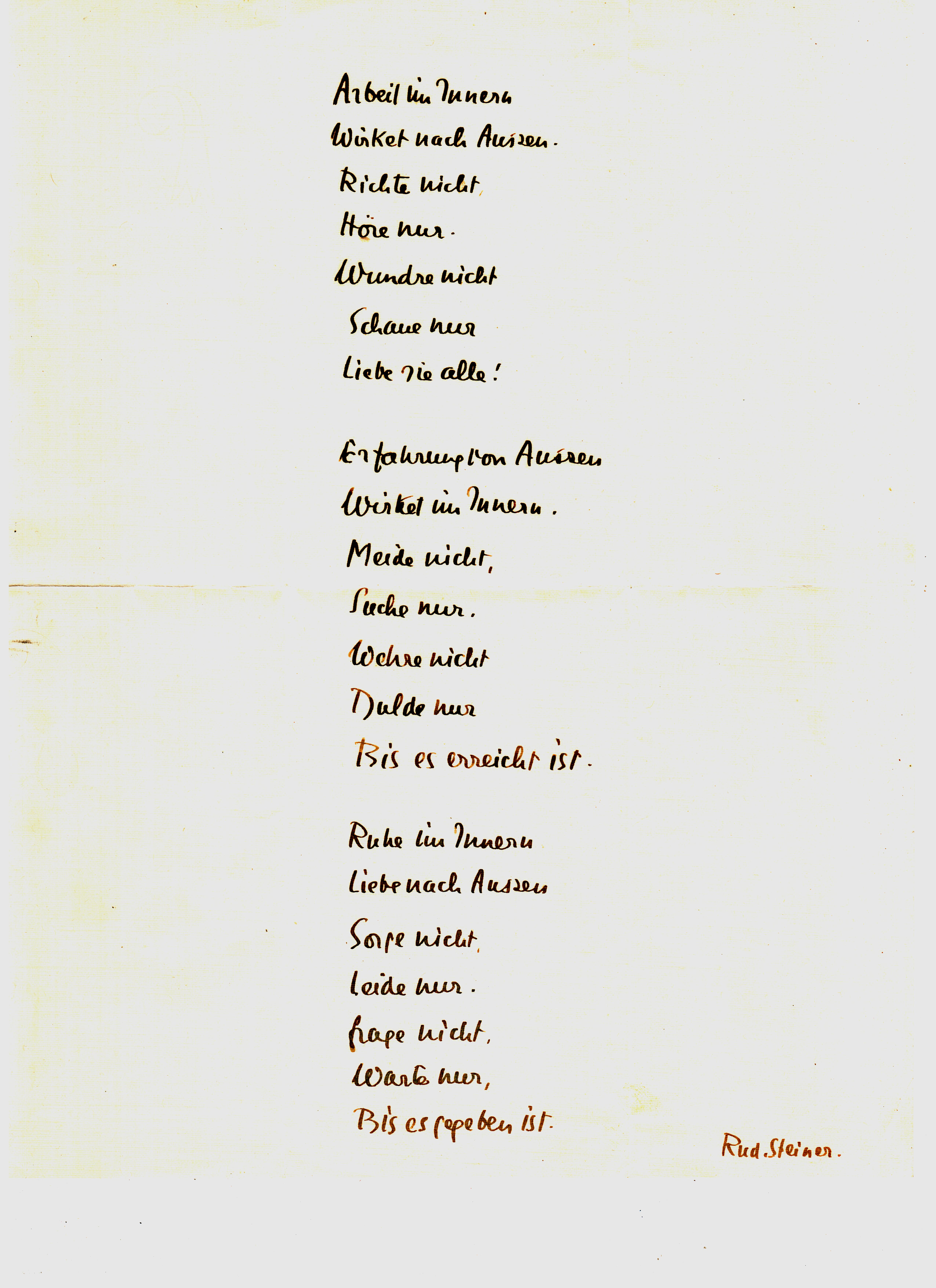
Steiner - Bis es gegeben ist

- Rudolf Steiner (1861–1925), osztrák filozófus, tanár, író, a Waldorf-iskolarendszer alapítója.